# Neuenkirchen (Münsterland)

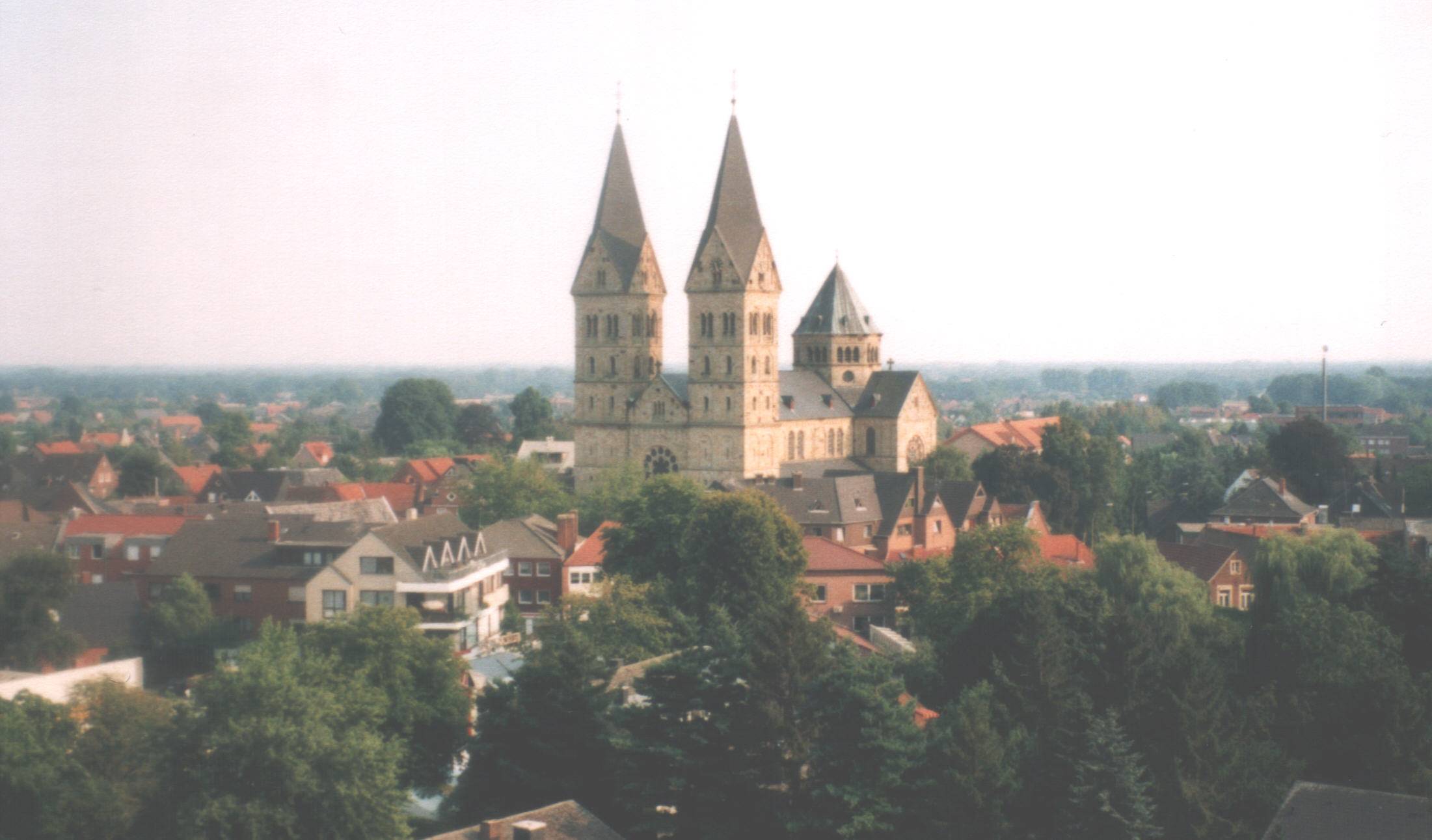
Blick auf den Ortskern mit der Pfarrkirche St. Anna von Nord-Westen

Neuenkirchen (plattdeutsch Nienkiärken) ist eine westfälische Gemeinde im nördlichen Münsterland. Sie gehört zum Kreis Steinfurt.

## Geografie

### Geografische Lage
Neuenkirchen liegt am nordwestlichen Rand von Nordrhein-Westfalen und grenzt an Niedersachsen. Ein westlicher Ausläufer des Teutoburger Waldes, der Thieberg, durchzieht in Westostrichtung als abgerundeter Höhenrücken den nördlichen Ortsteil. Hier, am so genannten Dörper Berg befindet sich mit 84 m über NN auch die höchste Erhebung der Gemeinde. Von Süd bis Nord prägt der Münsterländer Kiessandzug das ganze westliche Gemeindegebiet. Viele Kiefernwälder und ehemalige Baggerseen kennzeichnen den Verlauf dieser saaleeiszeitlichen Ablagerung. Besonders der fast 50 ha große Offlumer See ergänzt die Münsterländer Parklandschaft und lädt zur Erholung ein. In Clemenshafen durchfließt der Frischhofsbach das südliche Gemeindegebiet in Richtung Ems. Im Südwesten der Gemeinde fließt der Düsterbach nach Nordwesten und mündet zwischen Maxhafen und der Bauerschaft Offlum in die Steinfurter Aa. In der Nähe des Ortskern entspringen der Wambach und der Offlumer Rhin. Der Wambach fließt nach Osten der Ems zu, während der Offlumer Rhin nach Westen fließt und in die Steinfurter Aa mündet.

### Nachbargemeinden
Neuenkirchen grenzt an die westfälischen Städte Rheine im Nordosten, Emsdetten im Südosten und die Kreisstadt Steinfurt im Süden. Im Westen liegt die Gemeinde Wettringen und im Norden die niedersächsische Gemeinde Salzbergen.

### Gemeindegliederung
- Dorfbauerschaft (Neuenkirchen)
- Landersum
- Offlum
- St. Arnold
- Sutrum-Harum
- Rote Erde (Westfalen)

## Geschichte

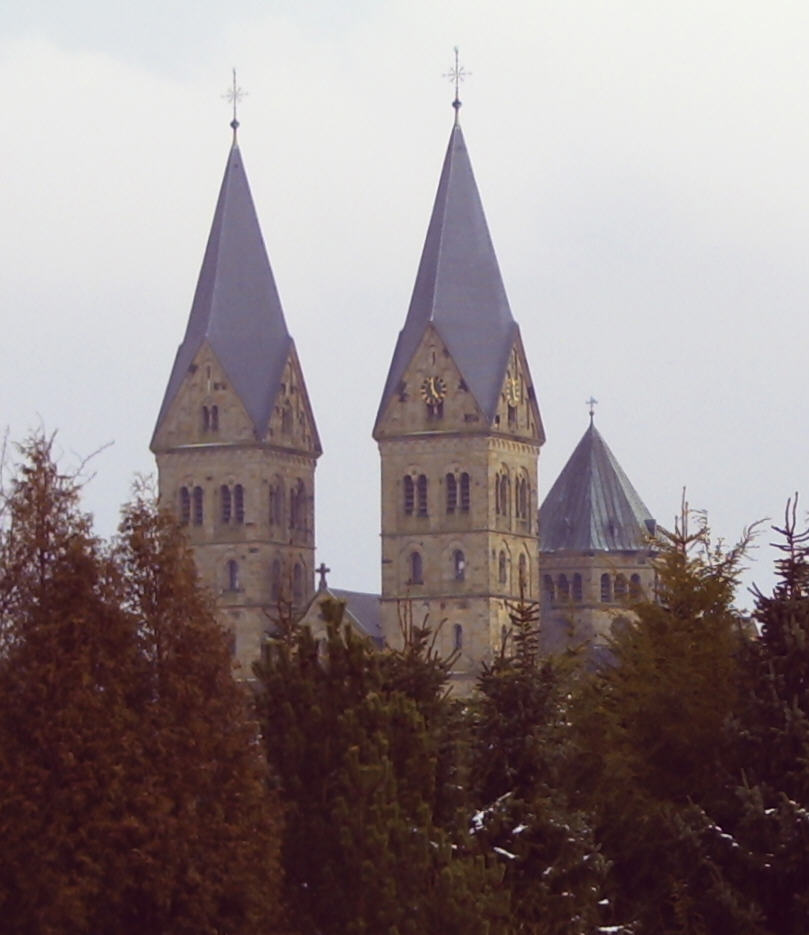
Die Pfarrkirche St. Anna

Die ursprüngliche Bezeichnung des heutigen Ortskerns ist Snedwinkel oder auch Snedwinkela, was so viel wie „Schnittwinkel“ bedeutete und wohl von der Lage zwischen den Gauen Bursibant und Skopingau herrührt. Zu dieser Zeit gehörte die Bauerschaft Snedwinkel politisch und kirchlich zu Rheine. Auch heute noch erinnern die „Snedwinkelstraße“ und die ehemalige „Snedwinkela-Realschule“ an den alten Namen.
Seine erste urkundliche Erwähnung findet Neuenkirchen im Jahr 1247, in welcher Bischof Ludolf von Münster den dortigen Bauerschaften gestattet, eine „Neue Kirche“ in Snedwinkel zu bauen, worauf der Name Neuenkirchen zurückgeht. Aus dem älteren, u. a. auf Karten überlieferten Namen Nyenkerken entwickelte sich die heutige Dialektform Nienkiärken.
Am Ort dieser ersten Kirche gab es mindestens zwei Nachfolgebauten. Die heutige St.-Anna-Kirche wurde in den Jahren 1896 bis 1899 im Stil der Neuromanik nach dem Vorbild der Andernacher Marienkirche und der Abteikirche Maria Laach errichtet und dient als katholische Pfarrkirche.
Neuenkirchen gehörte seit 1816 zum Kreis Steinfurt im Regierungsbezirk Münster. Von 1844 bis zur Aufhebung aller preußischen Einzelgemeindeämter im Jahre 1934 bildete die Gemeinde Neuenkirchen ein eigenes Amt.
Das Flugunglück von Neuenkirchen am 20. Mai 1944 forderte 24 Todesopfer.
Am 1. Januar 1975 wurde Neuenkirchen um kleine Gebietsteile der ehemaligen Gemeinden Mesum (10 ha mit damals 11 Einwohnern) und Rheine links der Ems (1,00 km² mit damals 55 Einwohnern) vergrößert.

### Religion

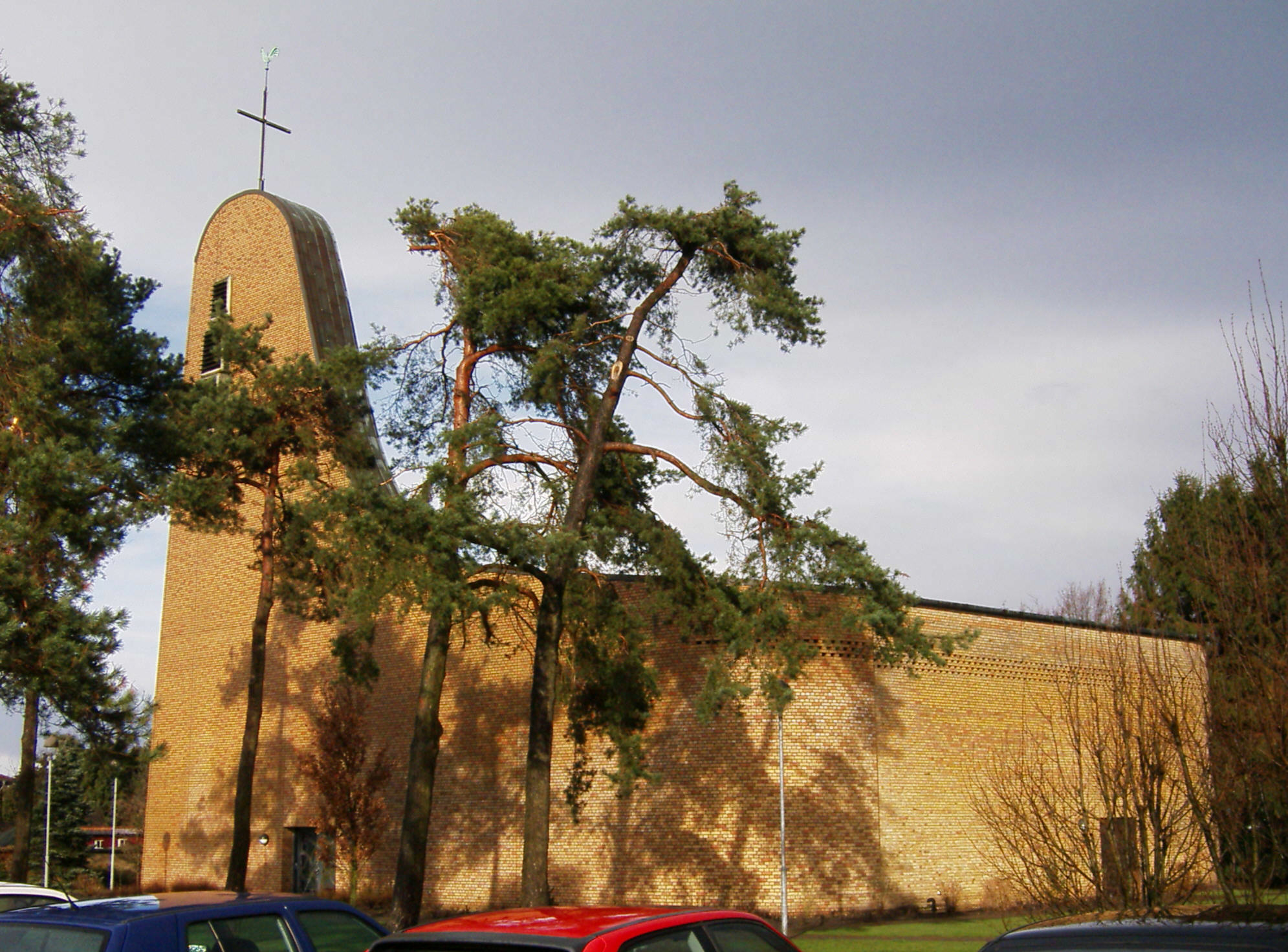
St. Josef-Kirche

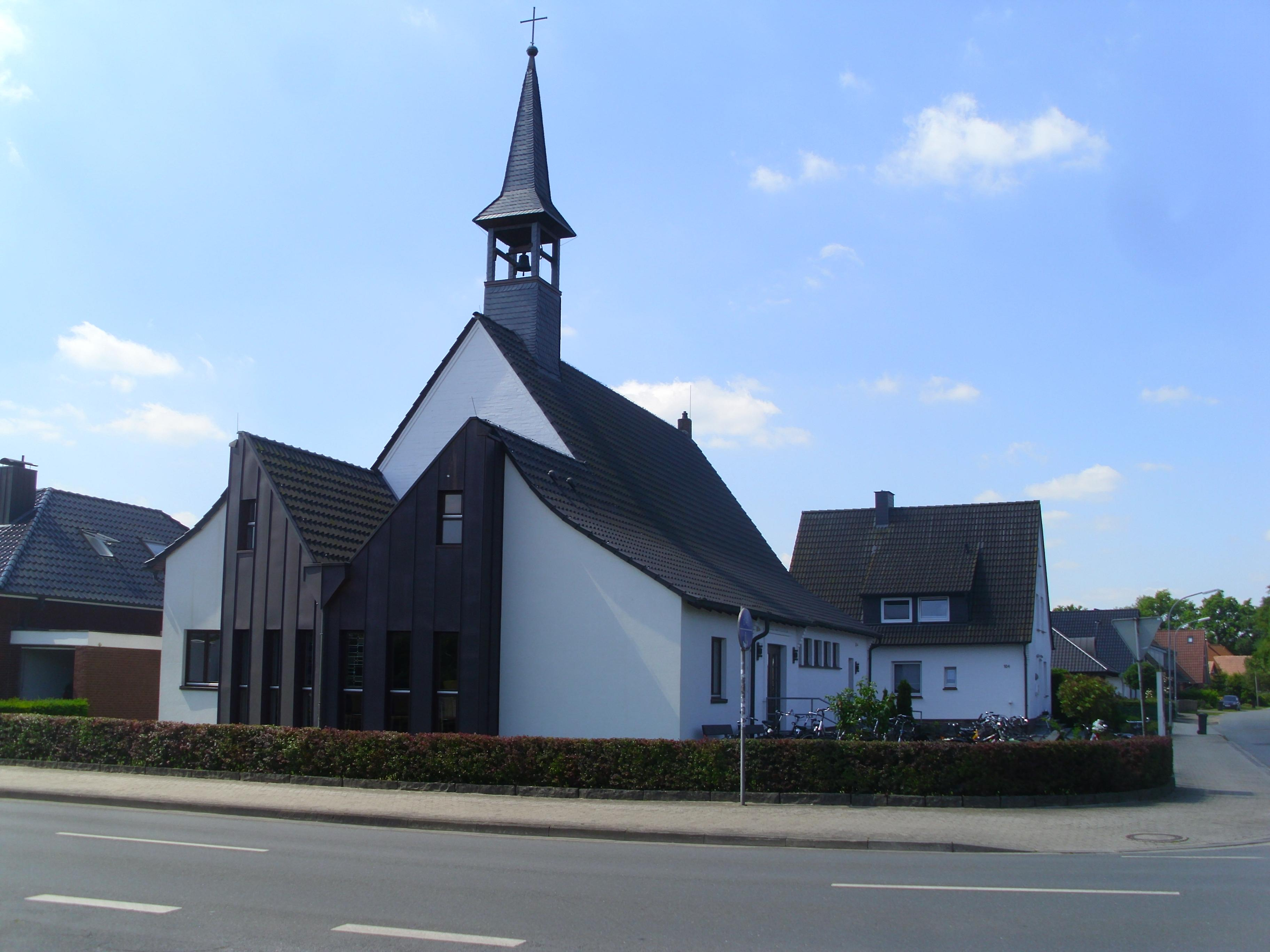
Evangelische Gnadenkirche

Der größte Teil der Bevölkerung ist römisch-katholischer Konfession. Die Pfarrgemeinde trägt den Namen St. Anna. Zu ihr gehört die ortsbildprägende St.-Anna-Kirche und die St.-Josef-Kirche im Ortsteil St. Arnold. Regelmäßige Gottesdienste finden zusätzlich im Antonius-Stift statt.
Die evangelischen Bürger der Gemeinde feiern ihre Gottesdienste in der Gnadenkirche an der Emsdettener Straße. Seit einigen Jahren gibt es, vorwiegend durch Zuwanderung, auch orthodoxe und muslimische Einwohner.

### Konfessionsstatistik
Aufgegliedert nach der Religionszugehörigkeit waren von den Gemeindeeinwohnern 9762 (69,1 %) katholisch, 1581 (11,2 %) evangelisch und 2780 (19,7 %) gehörten verschiedenen oder keiner Religionsgesellschaft an (Stand Ende 2018). Mit Stand 31. Dezember 2021 waren aufgegliedert nach der Religionszugehörigkeit 9.364 Personen (66,4 %) katholisch, 1.571 (11,1 %) evangelisch und 3.170 (22,5 %) gehören verschiedenen oder keiner Glaubensgemeinschaft an.

## Politik

### Gemeinderat

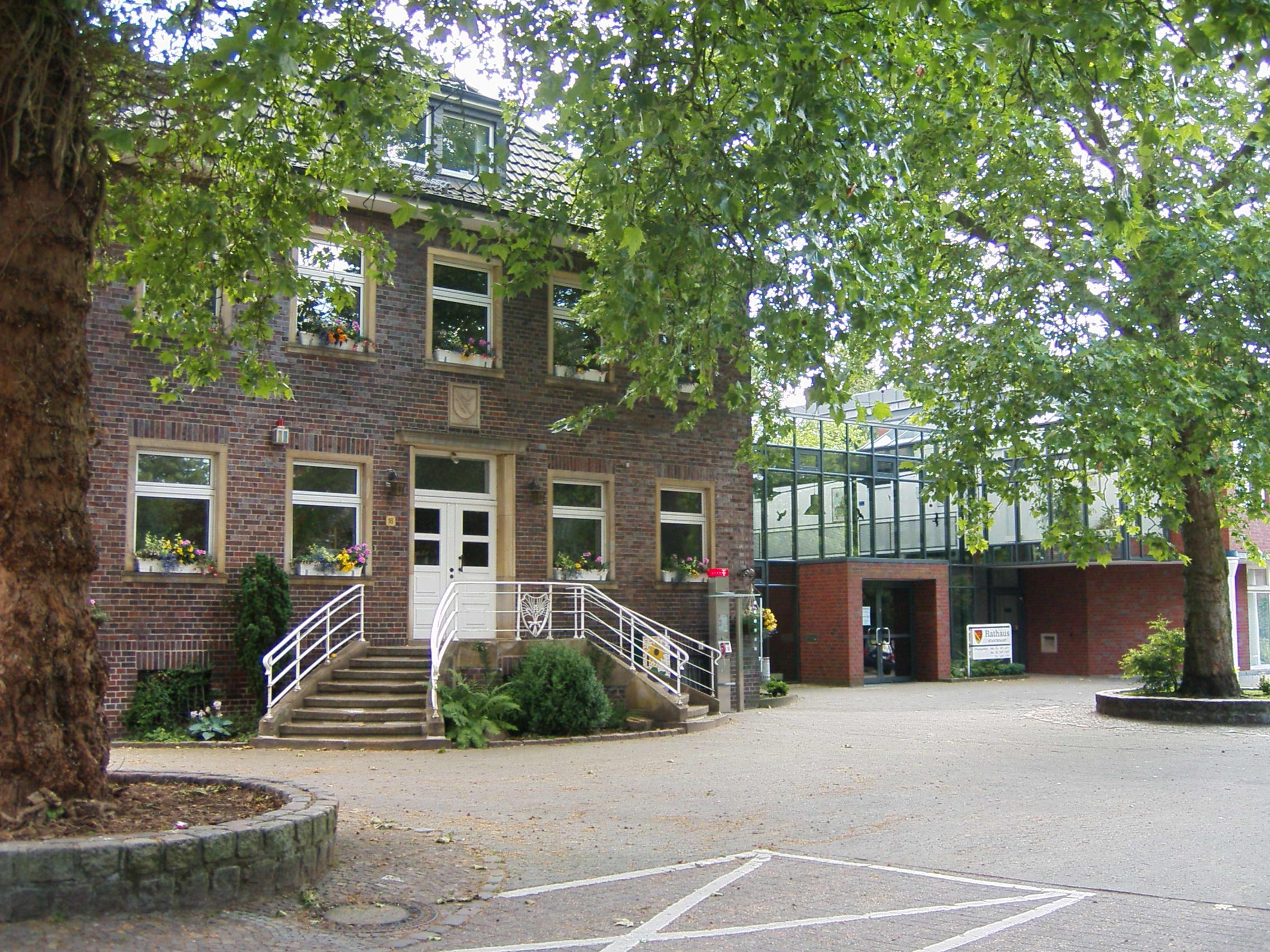
Rathaus

Die Kommunalwahl am 13. September 2020 ergab folgende Sitzverteilung im Gemeinderat:
- CDU: 13 Sitze (− 1)
- SPD: 7 Sitze (+− 0)
- GRÜNE: 7 Sitze (+ 4)
- UWG: 0 Sitze (− 2) (nicht angetreten)
- FDP: 3 Sitze (+ 3) (nicht angetreten)

### Bürgermeister
ehrenamtlich
- 1945–1946: Karl Evers (durch britische Besatzungsmacht eingesetzt)
- 1946: Bernhard Albers
- 1946–1951: Josef Gottke (CDU)
- 1951–1975: Bernhard Lorenbeck (CDU)
- 1975–1979: Walter Schmiddem (CDU)
- 1979–1993: Tonius Weiland (CDU)
- 1993–1994: Heinz Schürmann (CDU)
- 1994–1999: Karl Berning (SPD)

hauptamtlich
- 1999–2009: Wolfgang Hüppe (parteilos)
- 2009–2020: Franz Möllering (CDU)
- 2020– : Wilfried Brüning (parteilos)[8]

### Gemeindedirektoren
hauptamtlich
- 1946–1960: Albert Baving
- 1960–1972: Josef Kreyenschulte
- 1972–1994: Peter Niemann
- 1994–1999: Wolfgang Strotmann

Mit der Verwaltungsreform der Kreise in NRW wurde das Amt des Gemeindedirektors 1999 abgeschafft.

### Wappen
Die Gemeinde führt seit 1939 ihr Wappen.
Die Blasonierung lautet wie folgt: „Von Rot und Gold im Wellenschnitt schräggeteilter Schild, oben mit drei aufrechten gebündelten goldenen Ähren, unten mit einem schräggestellten roten Weberschiffchen belegt.“

„Das Wappen der Gemeinde Neuenkirchen nimmt Bezug auf die Lage am Max-Clemens-Kanal, der innerhalb der Gemeindegrenze noch erhalten ist.  Ferner nimmt es Bezug auf die Landwirtschaft – die Ähren bilden das Ornament einer alten Schützenkette von 1798, auch an Häuserfronten und Gittern der Gemeinde findet man das Motiv der 3 Gerstenähren – und auf die heimische Textilindustrie (Weberschiffchen). Die Farben rot und gold sind die der Grafschaft Steinfurt als ehemalige Landesherrschaft.“

Beiträge zur Geschichte der Gemeinde von Heinrich Fischer und Robert Wehmschulte

### Gemeindepartnerschaften
Neuenkirchen unterhält eine Partnerschaft zur thüringischen Gemeinde Heyerode im Eichsfeld. Die frühere Partnerschaft zur niederländischen Gemeinde Hengelo erlosch mit deren Eingliederung in die Stadt Bronckhorst.

## Wirtschaft und Infrastruktur

### Wasserversorgung
Die Trinkwasserversorgung erfolgt durch die Gemeindewerke Neuenkirchen GmbH.

### Wirtschaft
In Neuenkirchen gibt es drei große Gewerbegebiete. Im Jahr 2014 erhielten alle Gewerbegebiete schnelle Internetzugänge mit Glasfaseranschlüssen.

#### Gewerbegebiet Nord

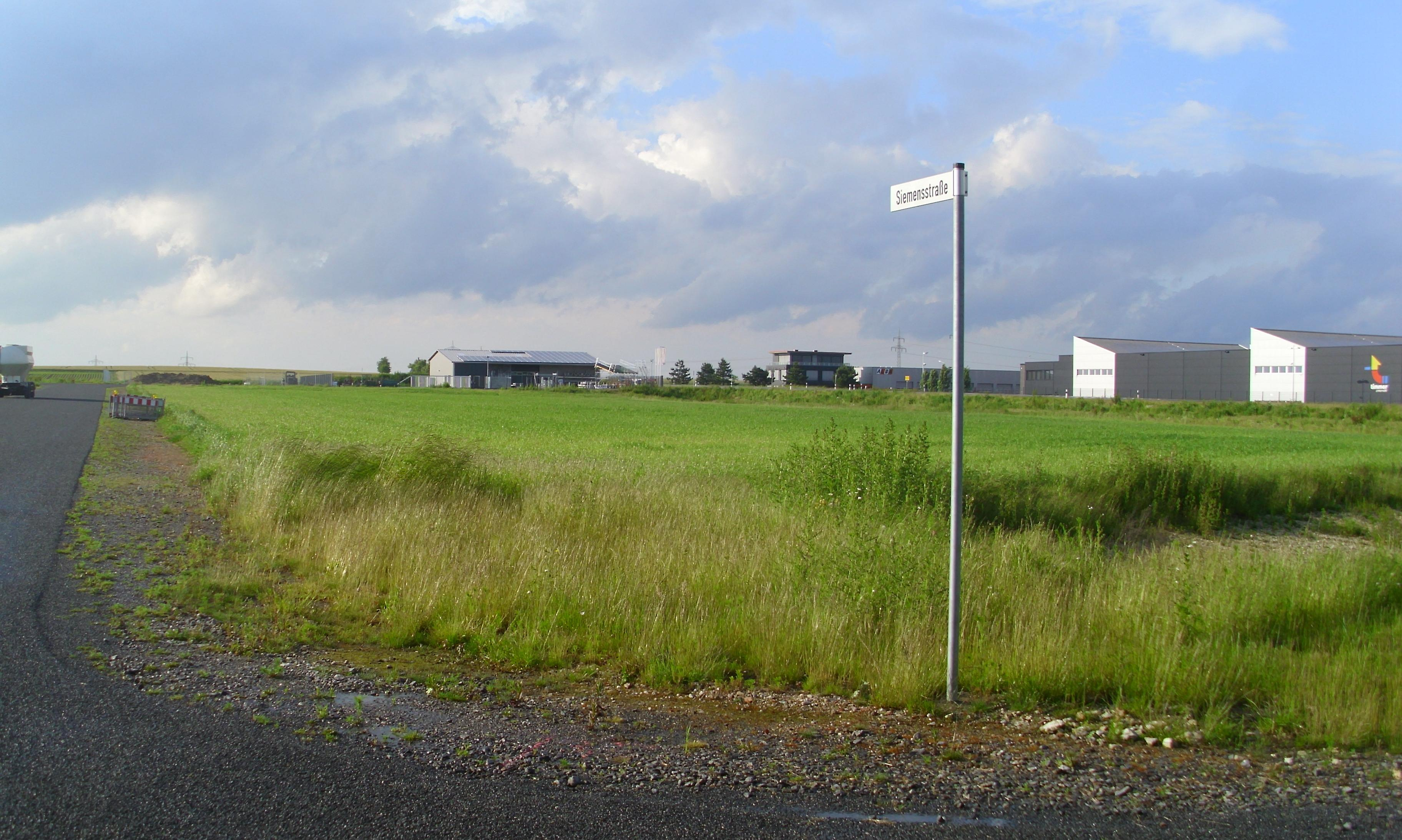
Gewerbegebiet Neuenkirchen Nord 4. Erweiterung im Juni 2014

Das Gewerbegebiet Nord liegt an der Rheiner Straße (K 60) und der Salzbergener Straße (K 66). Das Gebiet ist erschlossen durch die Dieselstraße. An der Dieselstraße befindet sich der Wertstoffhof der Gemeinde.
Seit 2013 ist die 4. Erweiterung des Gewerbegebietes (7,2 ha) im Aufbau. Westlich der Salzbergener Straße erfolgt die Anbindung durch die Daimler- und die Siemensstraße.

#### Gewerbegebiet Süd

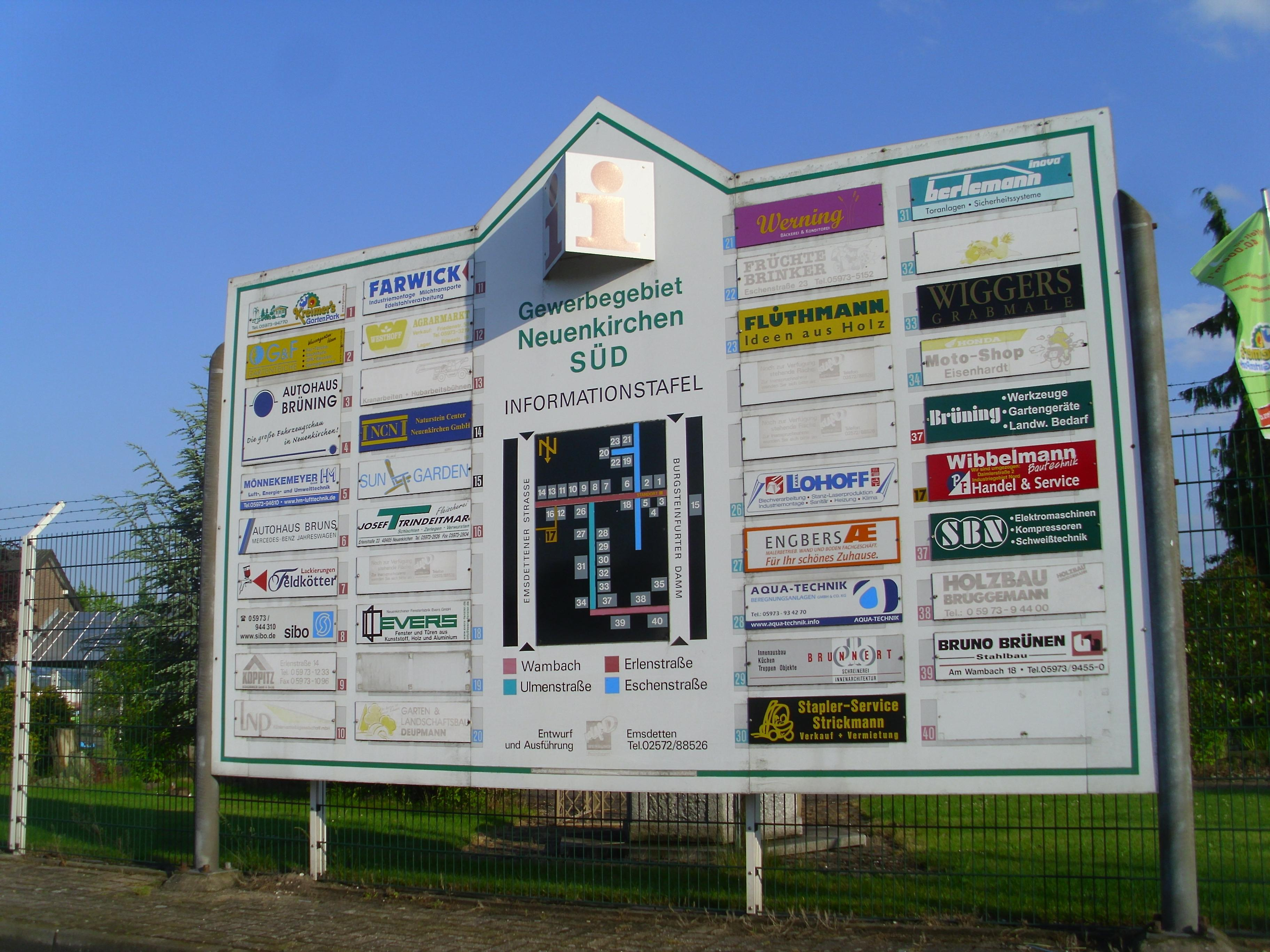
Informationstafel an der Erlenstraße

Das älteste Neuenkirchener Gewerbegebiet liegt an der B 70, der Emsdettener Straße (L 583) und dem Burgsteinfurter Damm. Erschlossen ist das Gebiet durch die Erlenstraße, die Eschenstraße, die Ulmenstraße und die Straße Am Wambach.

#### Gewerbegebiet St. Arnold

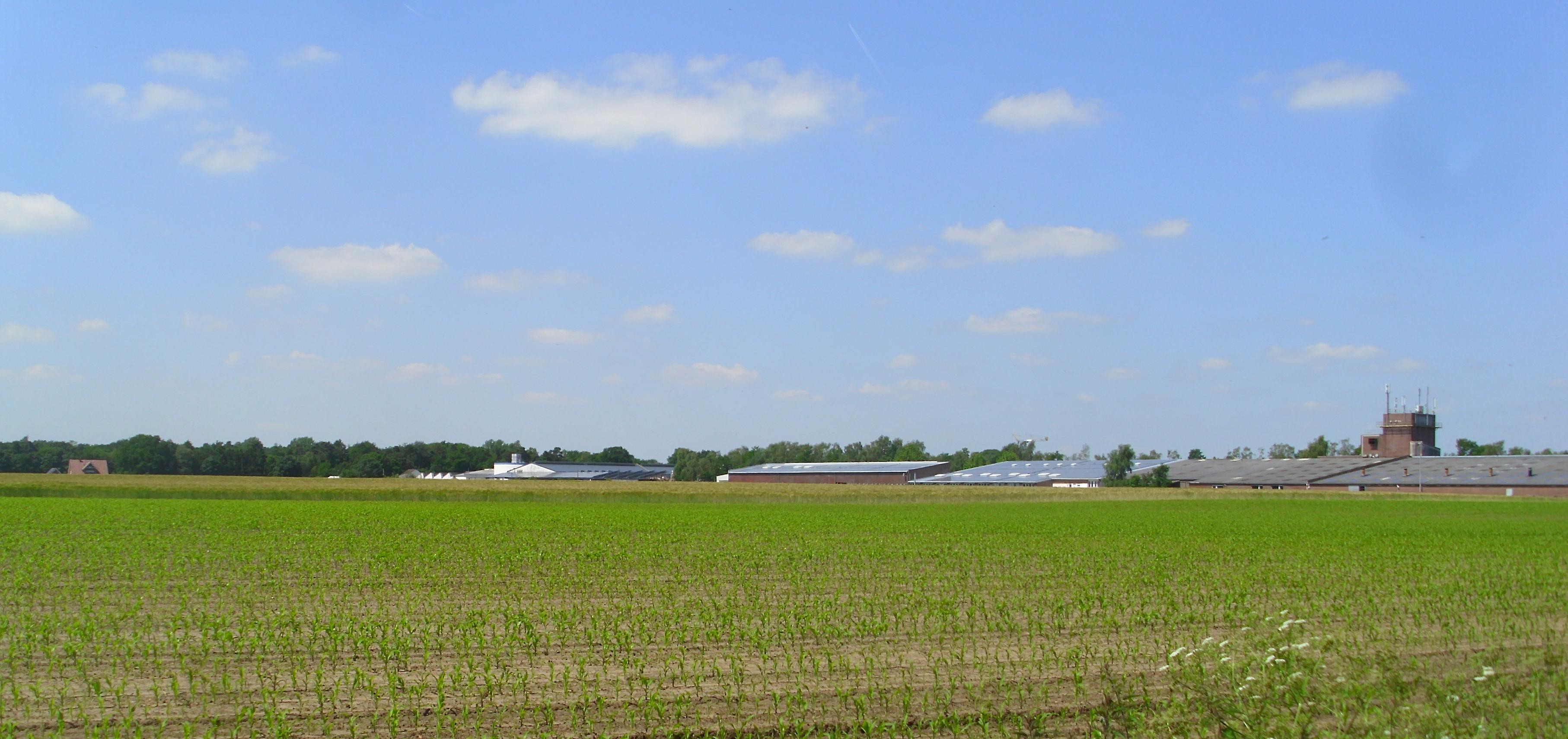
Gewerbegebiet St. Arnold 2014, vor den Hallen entsteht die südliche Erweiterung

Das Gewerbegebiet liegt im Ortsteil St. Arnold an der Emsdettener Straße (L 583). Seit dem Jahr 2014 ist die südliche Erweiterung im Aufbau.

### Bildung

#### Schulen
- Grundschulen: Grundschulverbund Thieschule/Josefschule, Ludgerischule
- Gesamtschule: Emmy-Noether-Schule
- Gymnasium: Arnold-Janssen-Gymnasium
- Volkshochschule / Zweckverband Ochtrup, Neuenkirchen, Metelen, Wettringen

#### Kindertageseinrichtungen

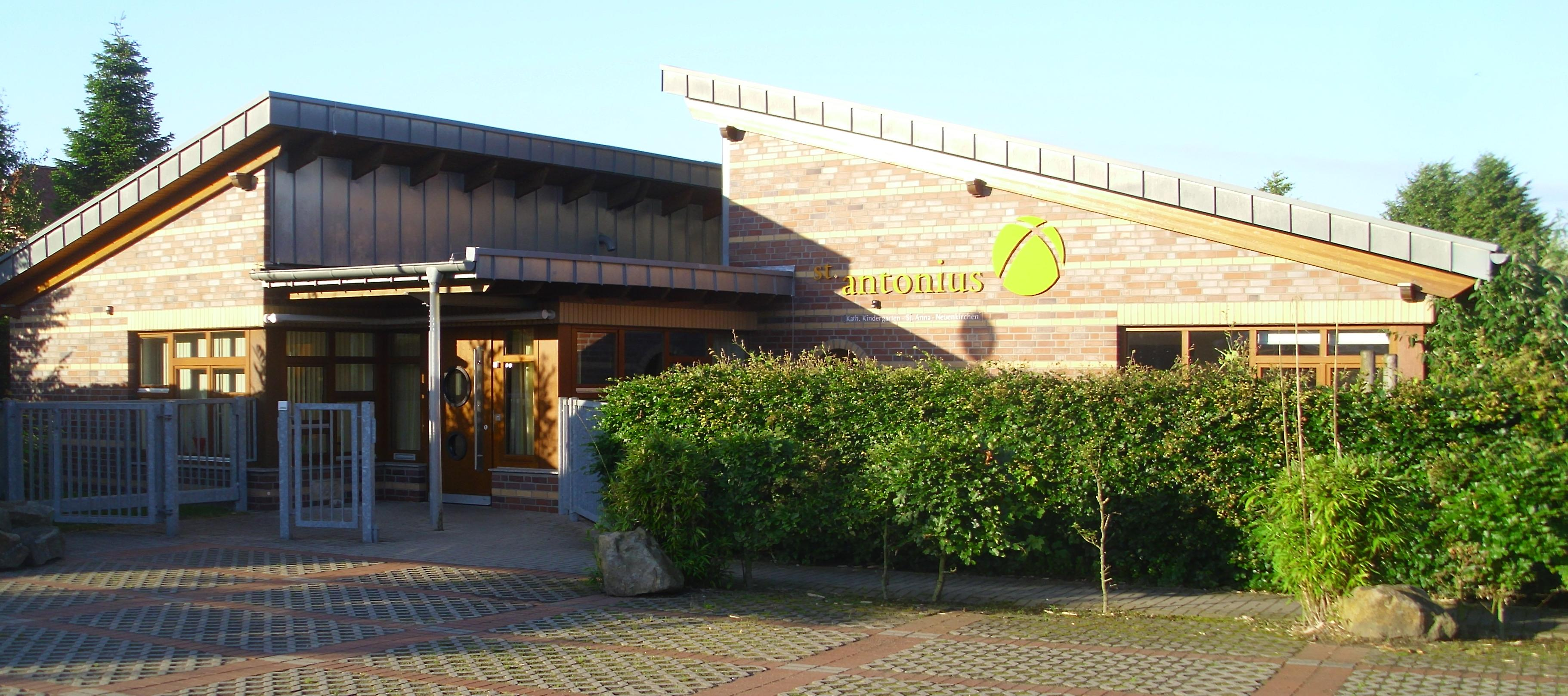
Kita St. Antonius

Es gibt insgesamt zehn Kindertageseinrichtungen.
- Vier in katholischer Trägerschaft: St. Antonius, St. Josef, Kleine Freunde, Hand in Hand
- Zwei in Trägerschaft des DRK: Korallenriff, Zwergenburg
- Zwei in Trägerschaft des Caritas: Abenteuerland, Pusteblume
- Zwei in Trägerschaft des jfd Rheine: Hoppetosse, Buchenbande

Die Kitas St. Josef, Korallenriff und Abenteuerland sind Familienzentren. Eine Besonderheit in Neuenkirchen ist das Netzwerk Familienzentrum an dem alle Kindertageseinrichtungen teilhaben.

### Verkehr

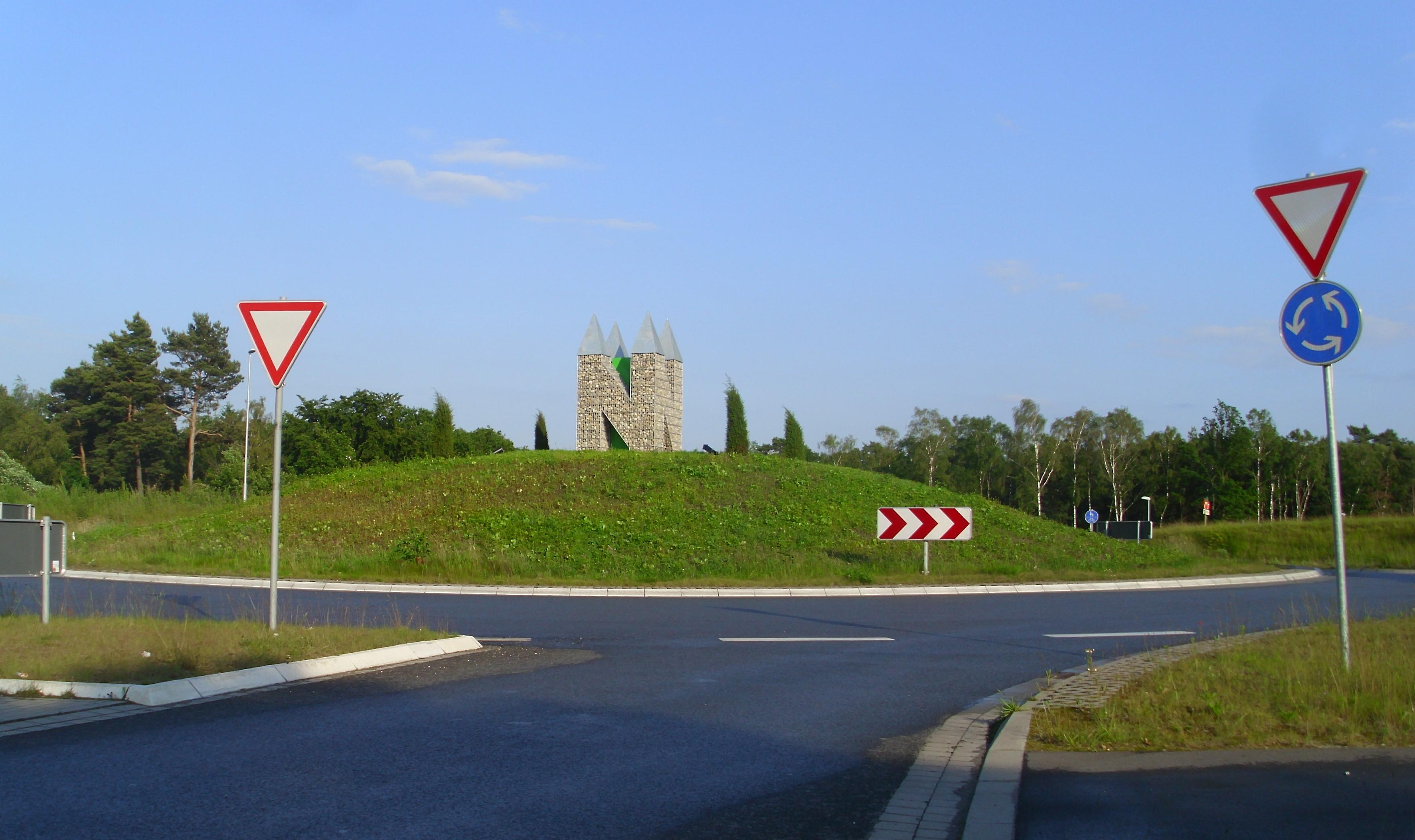
Beginn der L 580 in Neuenkirchen am Kreisverkehr mit der B 70

#### Straßenverkehr
Die Bundesstraße  verbindet als Kraftfahrstraße den Ort im Norden mit der Autobahn . Im Süden ist zusätzlich über die Landesstraße L 580  (ehemals Bundesstraße ) und die Bundesstraße  die Autobahn  und die Autobahn  zu erreichen.

#### Busverkehr
Der Busverkehr ist über den Regionalverkehr Münsterland geregelt.
Es gibt folgende Linienverbindungen:
- R80 Rheine – Neuenkirchen – Wettringen – Steinfurt[10]
- 182 Rheine – Neuenkirchen – Wettringen – Ochtrup – Gronau[11]
- 184 Rheine – Hauenhorst – Neuenkirchen – St. Arnold – Steinfurt[12]
- 185 Neuenkirchen – St. Arnold – Emsdetten[13]
- Seit dem 3. Juli 2017 gibt es einen Bürgerbus, der den Ortsteil St. Arnold und andere Außenbereiche mit dem Ortskern verbindet.[14]

#### Schienenverkehr
Der Bahnhof Neuenkirchen (Kr Steinfurt) lag an der Bahnstrecke Ochtrup–Rheine. Diese ist inzwischen stillgelegt.
Über den 7 km entfernten Bahnhof Rheine besteht Anschluss an das Schienennetz der DB Netz AG.

#### Schiffsverkehr
Der nächstgelegene Binnenhafen befindet sich in Rheine am Dortmund-Ems-Kanal. Er ist über die B 70 und die A 30 in 20 Minuten zu erreichen.

#### Luftverkehr
Der nächstgelegene internationale Verkehrsflughafen ist der Flughafen Münster/Osnabrück in Greven. Er ist etwa 25 km entfernt und mit dem PKW in gut 20 Minuten zu erreichen.

## Sehenswürdigkeiten
- Katholische Pfarrkirche St. Anna
- Naherholungsgebiet Offlumer See

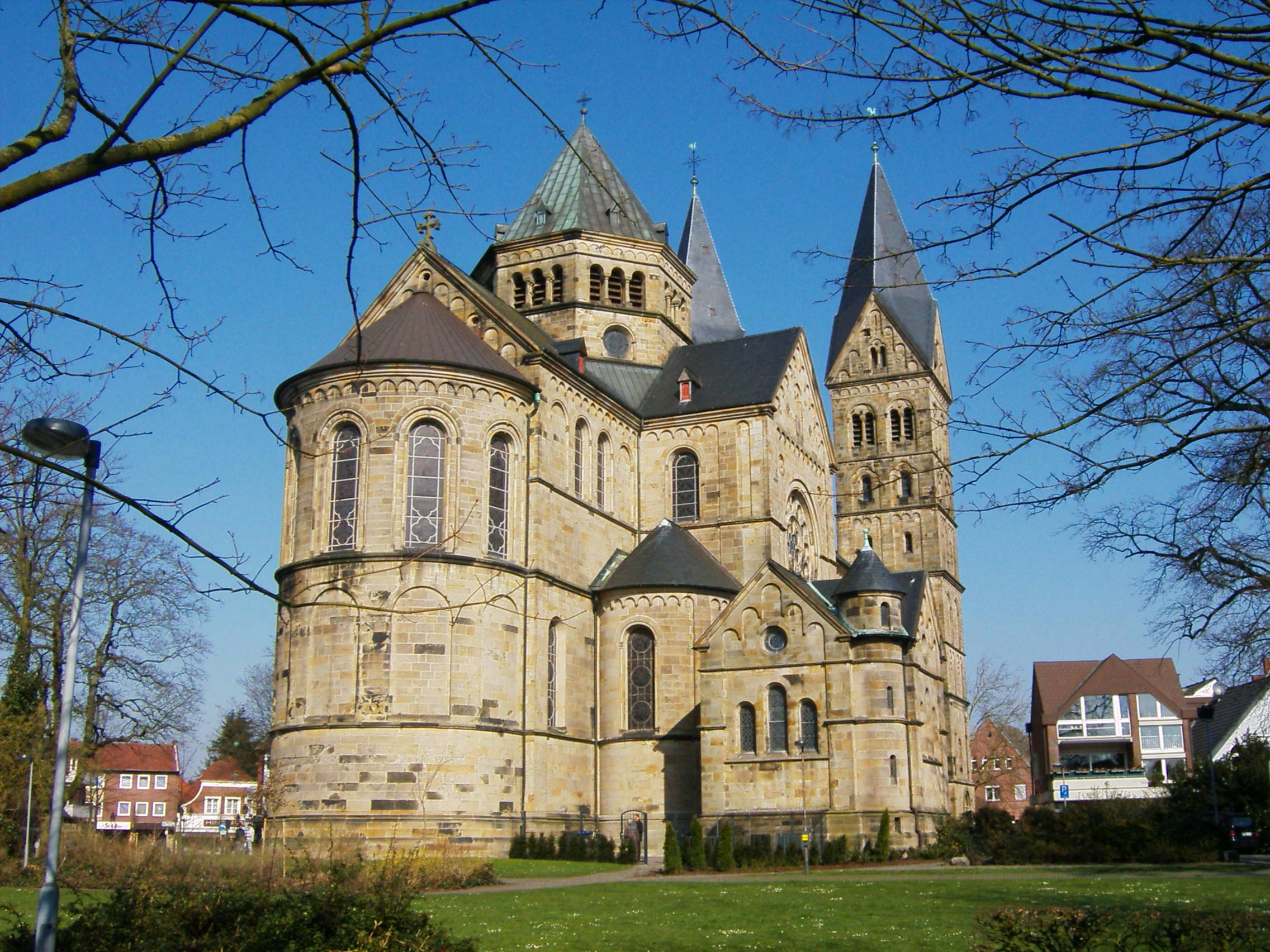
St. Anna
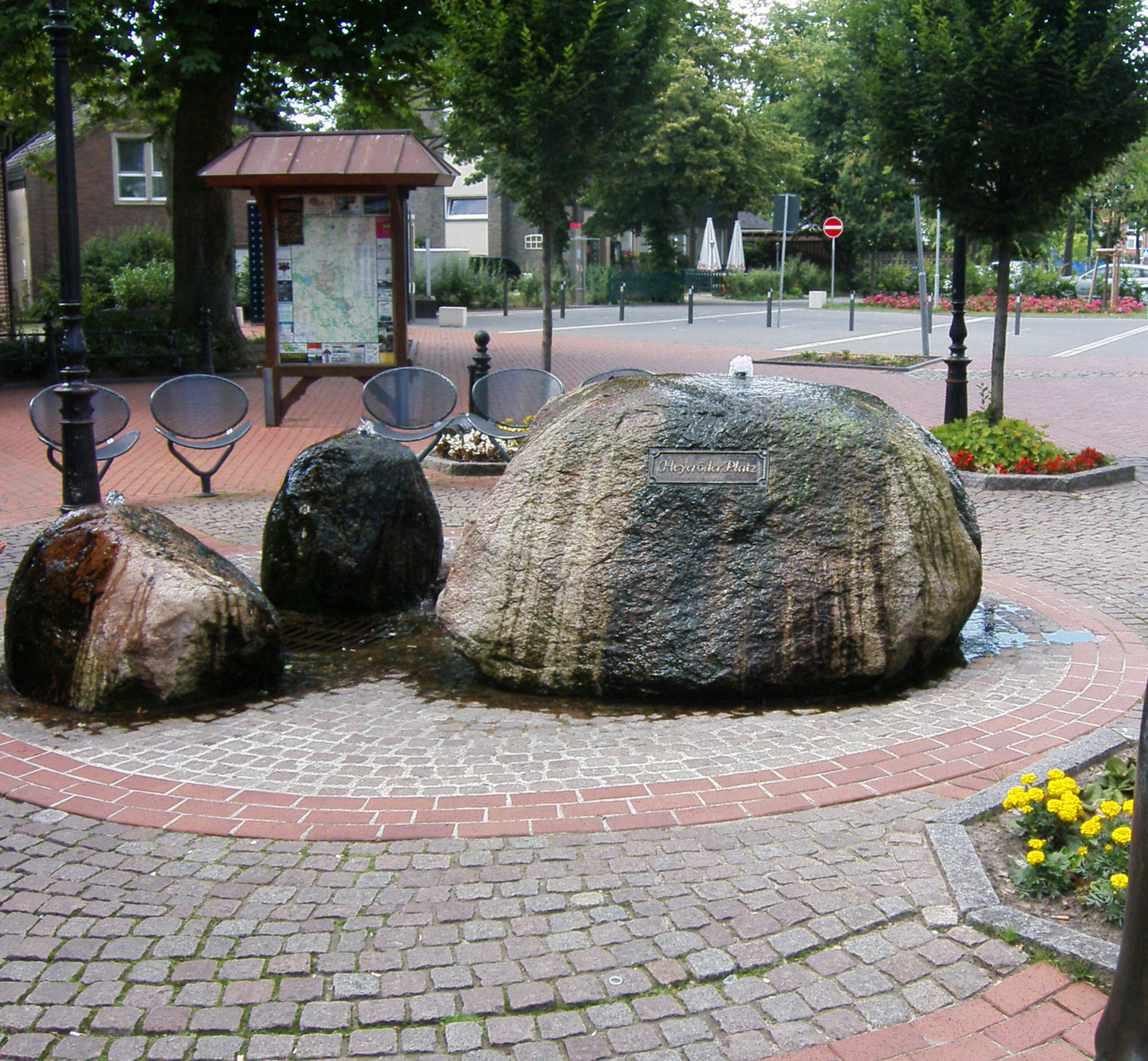
„Heyeröder Platz“ in Neuenkirchen
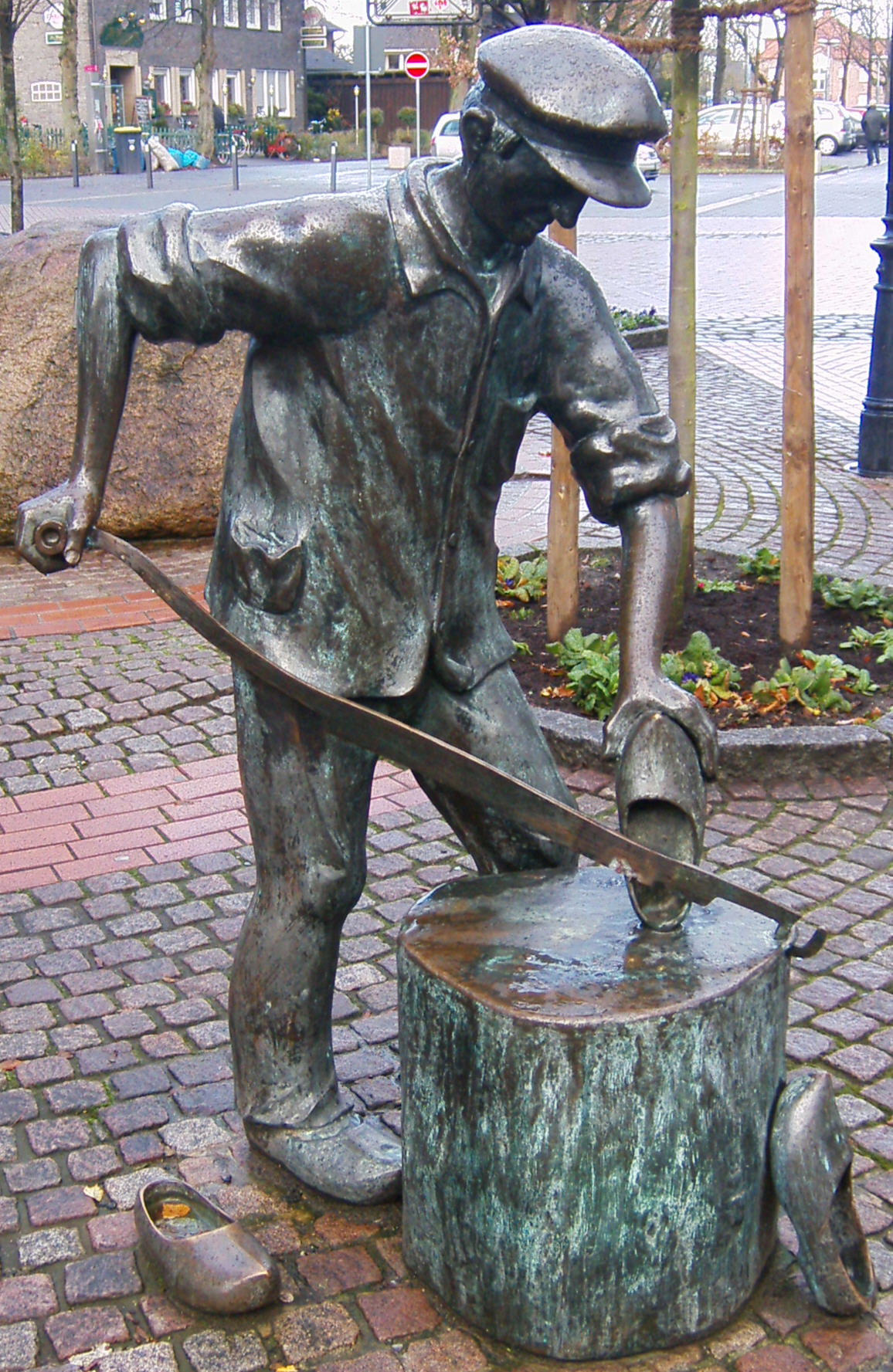
Denkmal Holzschuhmacher in der Fußgängerzone am „Heyeröder Platz“
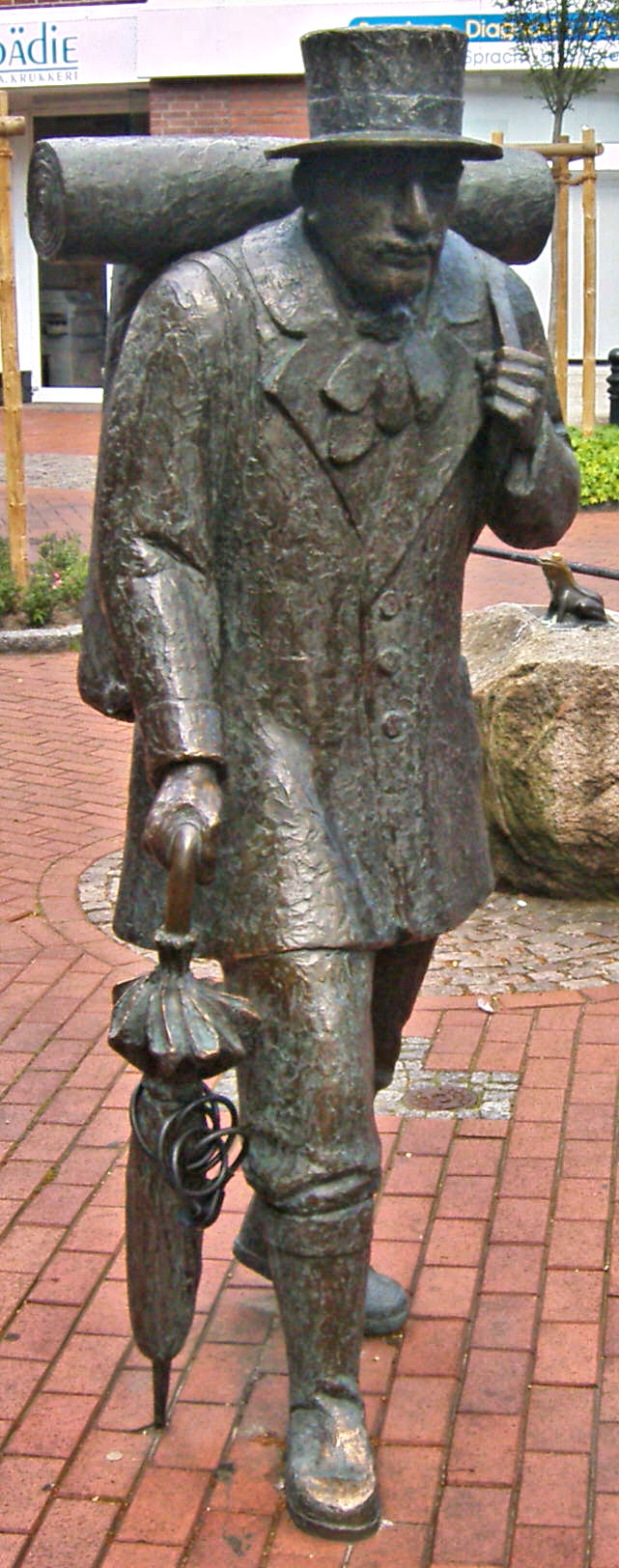
Packenträgerdenkmal zur Erinnerung an die Hollandgänger

## Kultur

### Musik
Musikschule / Zweckverband Ochtrup, Neuenkirchen, Metelen, Wettringen

### Regelmäßige Veranstaltungen

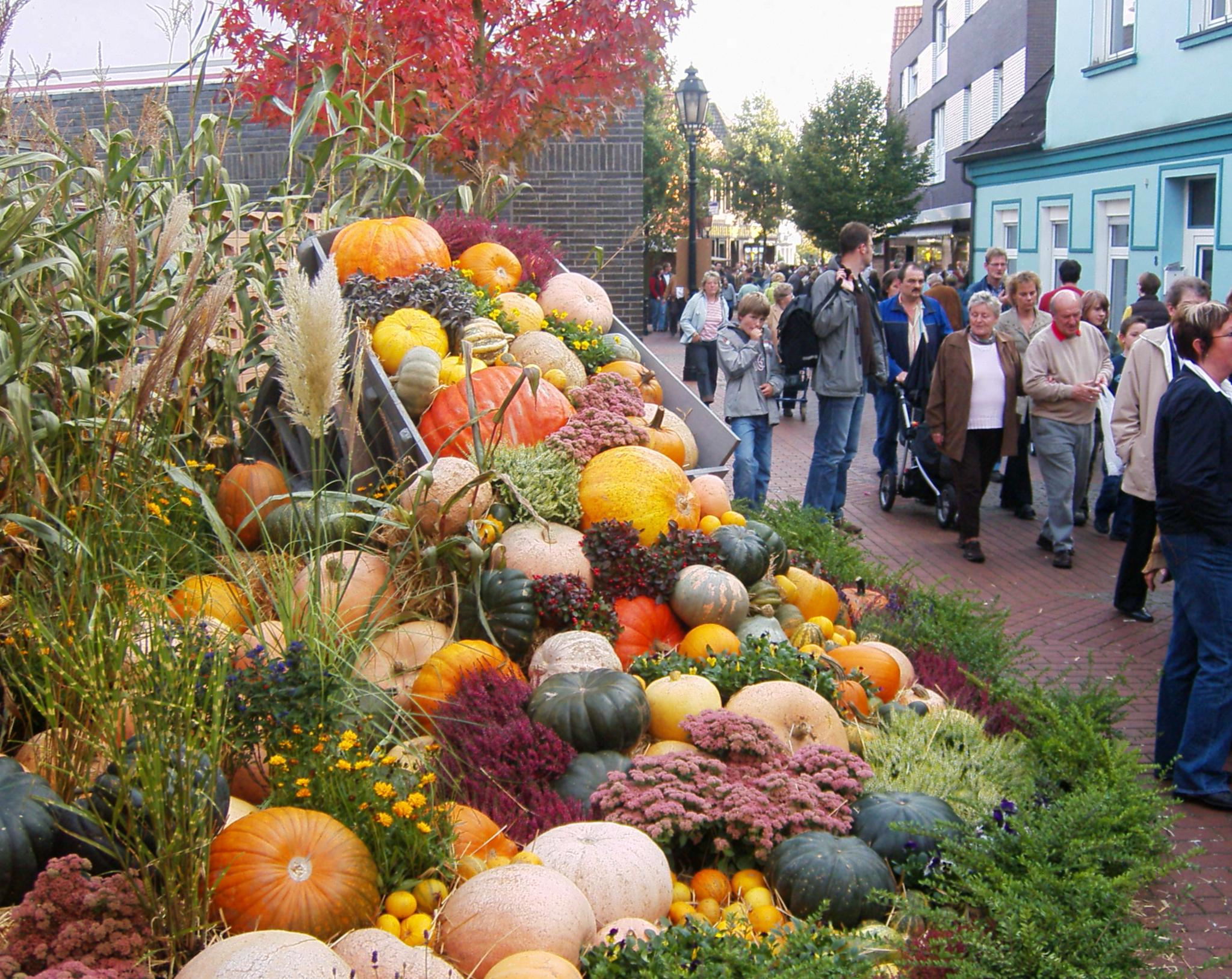
Kürbisfestival 2007

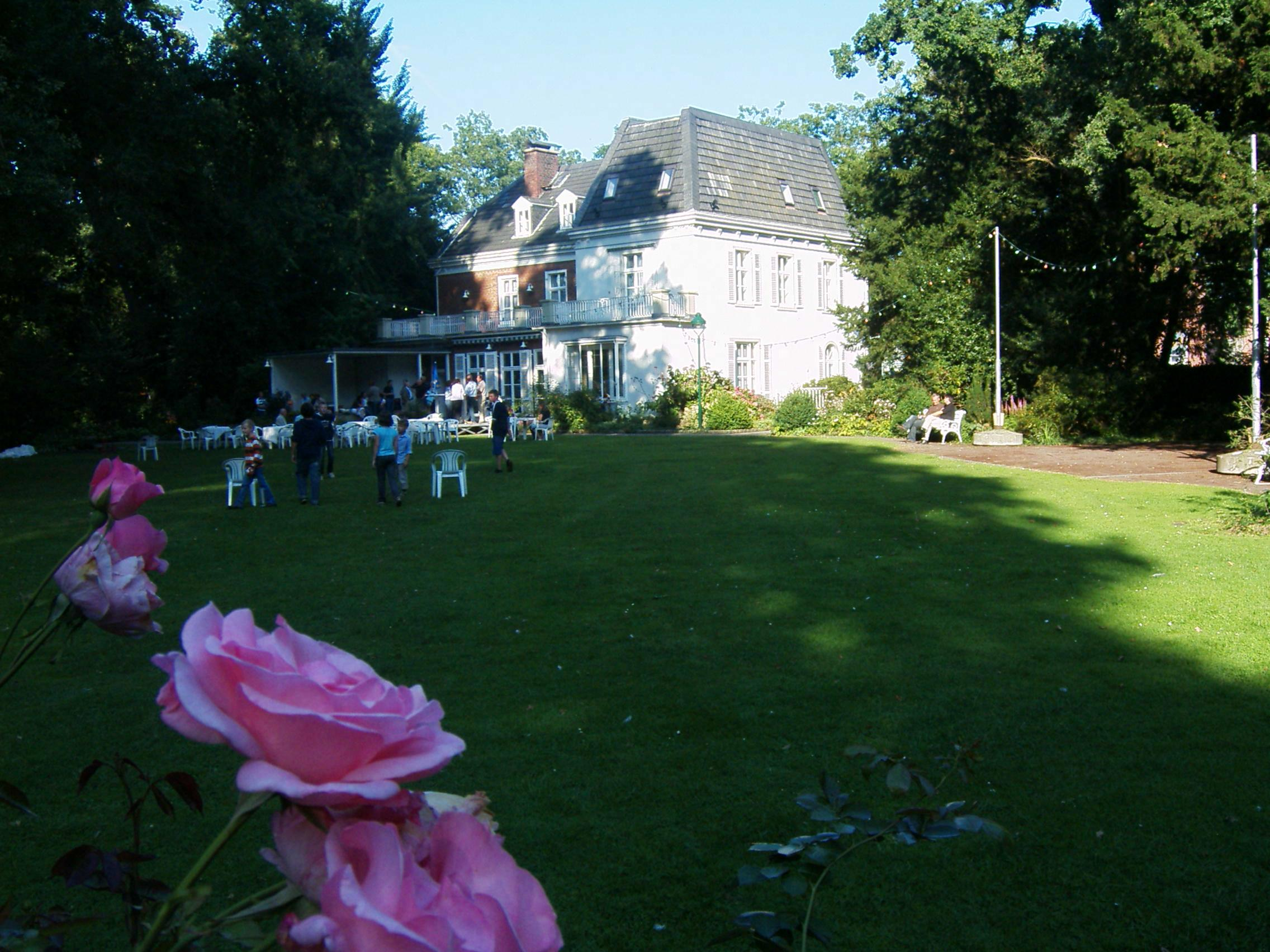
Begegnungszentrum „Villa Hecking“

- Flohmarkt im Frühling am letzten Samstag in den Osterferien
- Oldtimersonntag am ersten Sonntag im Mai
- Kindertag im Juni
- Neuenkirchener Kirmes am dritten Wochenende im August
- Volkslauf im Sommer
- Kürbisfestival im Oktober
- Sterntalermarkt im Dezember

### Öffentliche Einrichtungen
- Begegnungszentrum „Villa Hecking“[15]
- Öffentliche Büchereien (Kath. Bücherei St. Anna, kath. Bücherei St. Josef)
- Jugendzentren „Mc Fly“ und "Theo"
- Jugendzentrum „Tante Ju“
- Netzwerk Familienzentrum[16]

### Kulturpreisträger des Kreises Steinfurt
- Jahr 2000 Joachim Lucas

"Für sein herausragendes Engagement für die Kunstförderung und seine literarischen Leistungen."
- Jahr 2013 Marliese von Burchard (Kindertheater „Klitzeklein“)[18]

"Für ihr langjähriges Engagement als Kulturpädagogin, Theaterleiterin und Schauspielerin, mit dem sie einen wertvollen Beitrag zur kulturellen Bildung ihres jungen Publikums leistet."

## Sport
Ein bundesweit bekanntes Aushängeschild der Gemeinde ist das Tanzkorps Rote Husaren. Der seit über 50 Jahre bestehende Verein ist mehrfach deutscher Meister im karnevalistischen Tanzsport, zuletzt im Jahr 2018.

## Sportvereine
In der Gemeinde gibt es zwei große Sportvereine, den SuS Neuenkirchen und den TuS St. Arnold.

### Fußball
Der bekannteste Fußballverein in Neuenkirchen ist der SuS Neuenkirchen. Seit 2012 spielt die erste Mannschaft in der sechsthöchsten Spielklasse, der Westfalenliga. Die Heimspiele werden im Waldstadion ausgetragen. Auch andere Abteilungen, wie Handball, Badminton und Tischtennis, gibt es im Verein.
Im Ortsteil St. Arnold gibt es den TuS St. Arnold, der auch über eine Frauenfußballabteilung und andere Sportabteilungen (z. B. Badminton und Tennis) verfügt.

### Weitere Sportarten
- DLRG Neuenkirchen/Wettringen (Rettungssport)
- VSS Neuenkirchen (Sportschützen)
- Karate Kyokai Neuenkirchen (Karate)
- ZRFV Neuenkirchen (Reitsport)
- TC Grün-Weiß Neuenkirchen (Tennis)
- St. Hubertus Ulmker (Reitsport)
- Margarethenhof (Reitsport)
- Badminton

## Persönlichkeiten

### Ehrenbürger
- Maria Hecking
- Eduard Veltmann
- Josef Gottke
- Dr. med. August Mammes
- Heinrich Fischer

### Ehrenbürgermeister
- Bernhard Lorenbeck

### Söhne und Töchter der Gemeinde
Isaac Leeser (1806 – 1868) Amerikanischer orthodoxer jüdischer Religionsführer, Lehrer, Gelehrter und Verleger https://en.wikipedia.org/wiki/Isaac_Leeser
- Joseph Epping (1835–1894), Mathematiker, Jesuit, Astronomiehistoriker und Altorientalist
- August Rohling (1839–1931), Theologe und Antisemit
- Josef Kaiser (1862–1950), Gründer der Kaiser’s Kaffee-Geschäft GmbH (heute Kaiser’s Tengelmann)
- Egilberta Bertels (1894–1944), Steyler Missionsschwester und Märtyrin
- Oswald Rohling (1908–1974), Pädagoge und Naturwissenschaftler
- Rudolf Schnieders (1926–2025), Generalsekretär des Deutschen Bauernverbandes (1976–91)
- Josef F. Bille (1944–2023), Physiker und Erfinder, Träger des Europäischen Erfinderpreises 2012
- Johannes Georg Bednorz (* 1950), Physiker und Nobelpreisträger; eine Wohnstraße trägt seinen Namen (Georg-Bednorz-Straße)
- Hans Weiner (1950–2024), Fußballspieler
- Rainer Kampling (* 1953), römisch-katholischer Theologe
- Siegfried Borchardt, genannt SS-Siggi (1953–2021), Aktivist und Kommunalpolitiker aus dem Spektrum der neonazistischen Freien Kameradschaften
- Anton Deitmar (* 1960), Mathematiker
- Thomas Aders (* 1961), Journalist, Dokumentarfilmer und Korrespondent
- Georg Schwarte (* 1967), Journalist
- Jürgen Coße (* 1969), MdB
- André Wiwerink (* 1980), Fußballspieler

### Weitere Persönlichkeiten, die mit der Gemeinde in Verbindung stehen
- Bernhard Bette (1851–1923), katholischer Pfarrer in Neuenkirchen 1893–1923; in seiner Amtszeit wurde die St.-Anna-Kirche erbaut, eine Wohnstraße trägt seinen Namen (Pfarrer-Bette-Straße).
- Josef Hendel (1897–1993), Künstler (Gemälde, Holzschnitte, Radierungen); der Nachlass befindet sich im Besitz der Gemeinde, eine Wohnstraße trägt seinen Namen (Josef-Hendel-Straße).
- Clemens Horstmann (1892–1981), MdL NRW (1950–1966)
- Leni Fischer (1935–2022), MdB (1976–1998), erste Präsidentin der Parlamentarischen Versammlung des Europarates (1996–1999)
- Hannelore Brüning (* 1942), MdL NRW (1990–2010)
- Jens Lakemeier (* 1994), Pokerspieler

## Attraktionen

### Offlumer See
Regionale 2004, Projekt: „Sprung über die Kiesbank“: Gestaltung des Offlumer See mit Strandpromenade, Badestelle, Trichtertürmen als Aussichtsplattform (die Trichter wurden 400 m nach Südosten versetzt), Finnenbahn, Rundwanderwegen (5,7 km um den Offlumer See), Seecafé und Spiel- und Sportplätze. Ein Verbindungsweg zum nahegelegenen Naturfreibad ist vorhanden. Im Rahmen der Regionale wurden auch archäologische Ausgrabungen durchgeführt.

Regionale Projekt „Sprung über die Kiesbank“ am Offlumer See
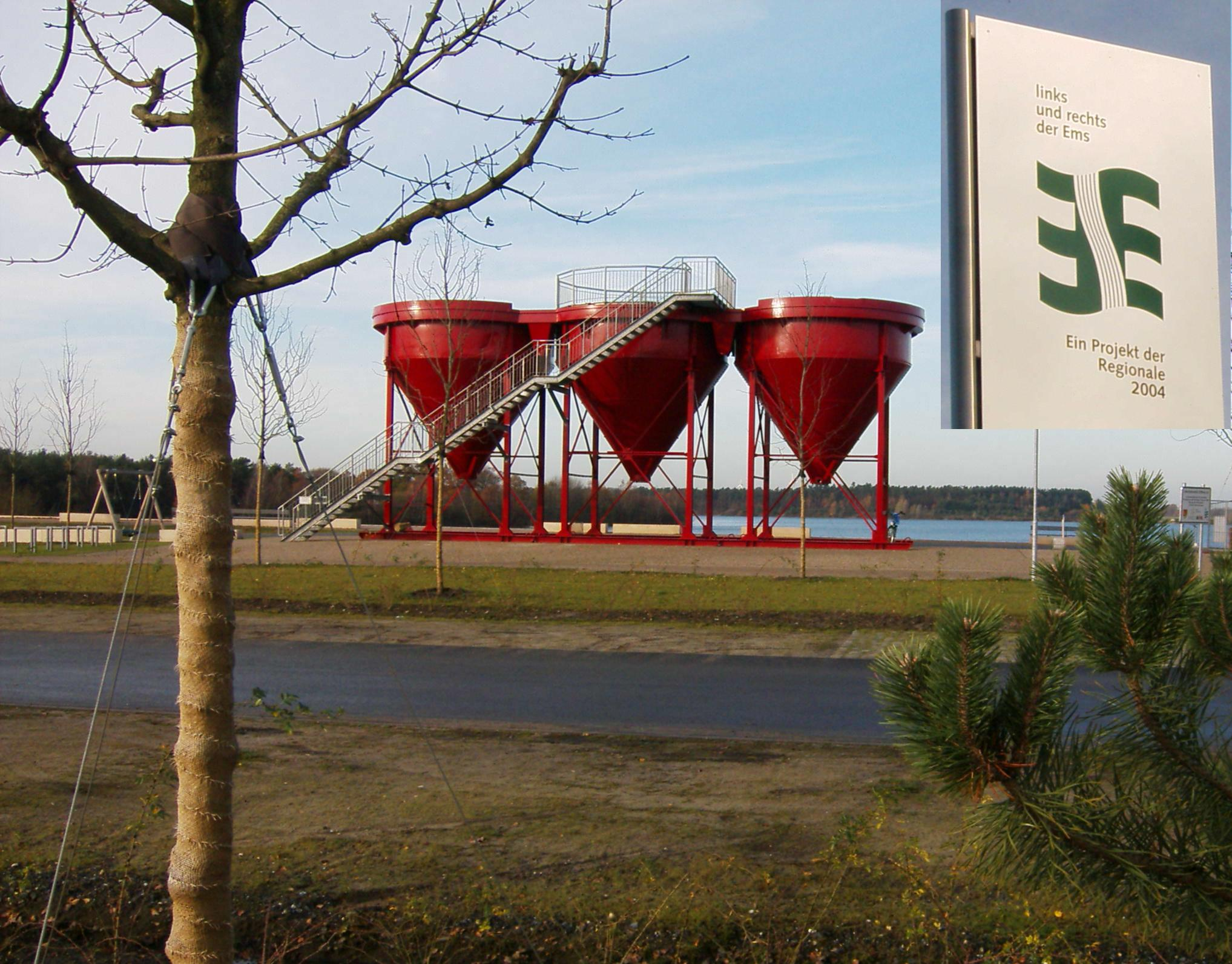
Trichtertürme als Aussichtsplattform
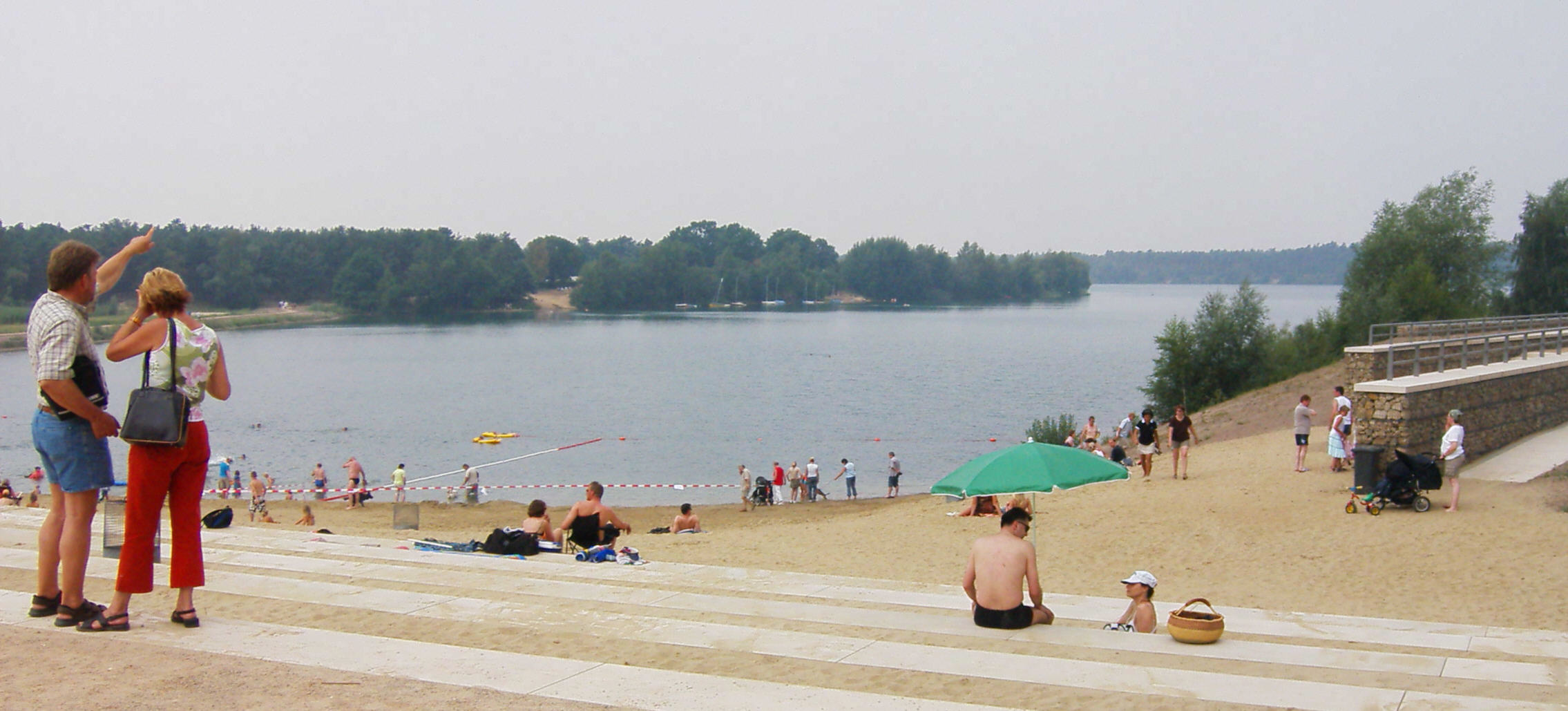
Strandpromenade und Badestelle
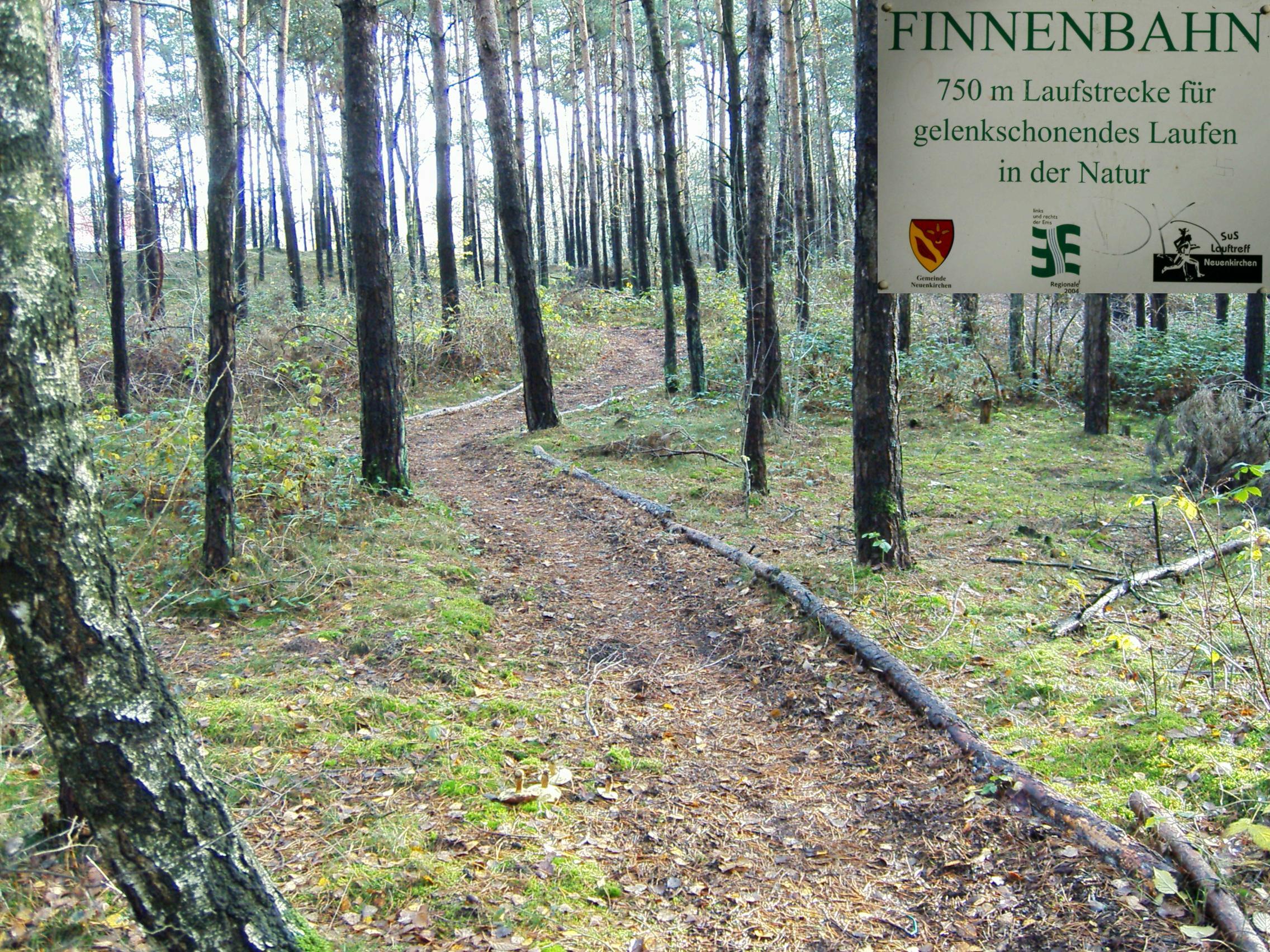
Finnenbahn im Kiefernwald
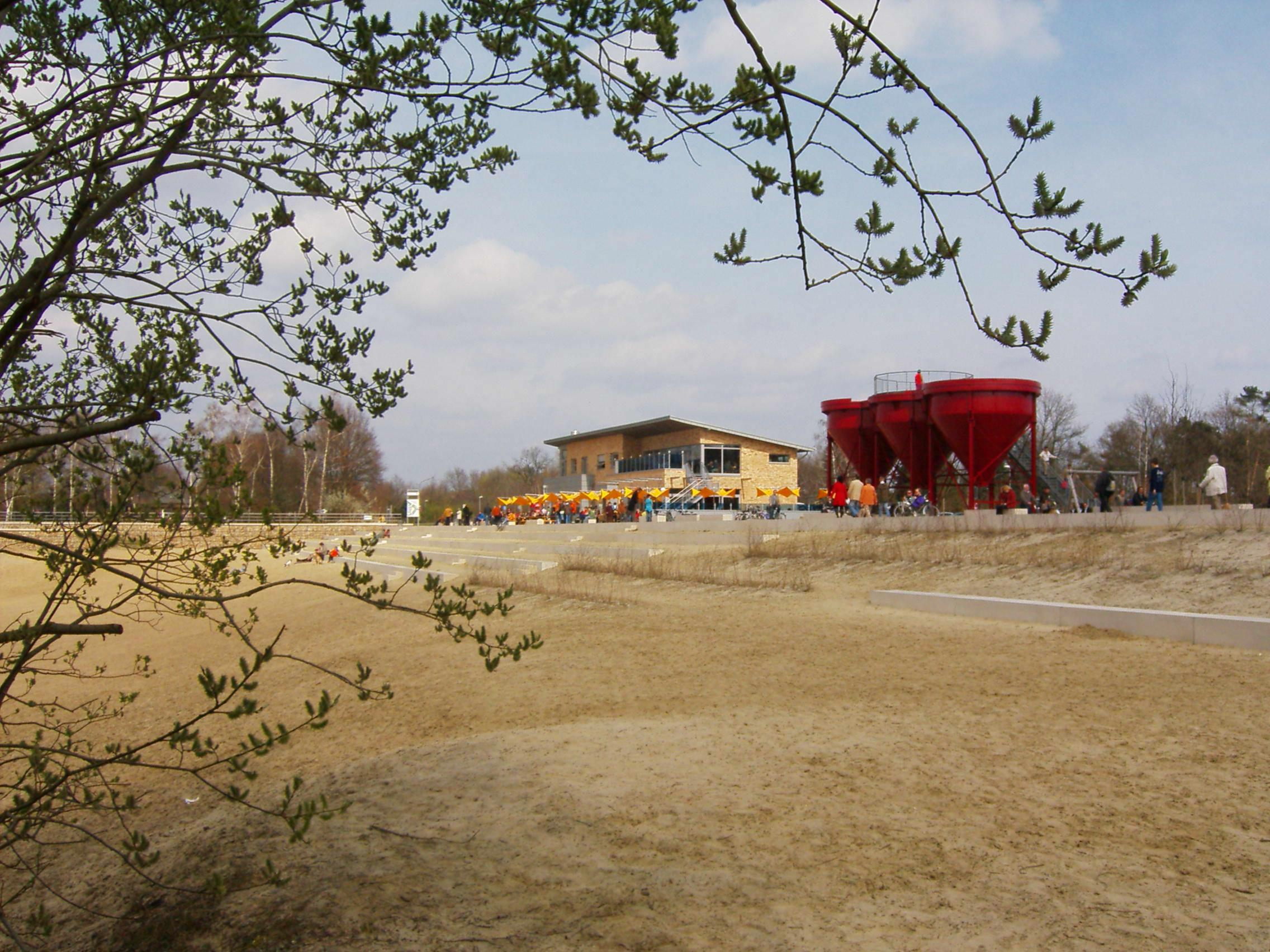
Seecafé am Offlumer See
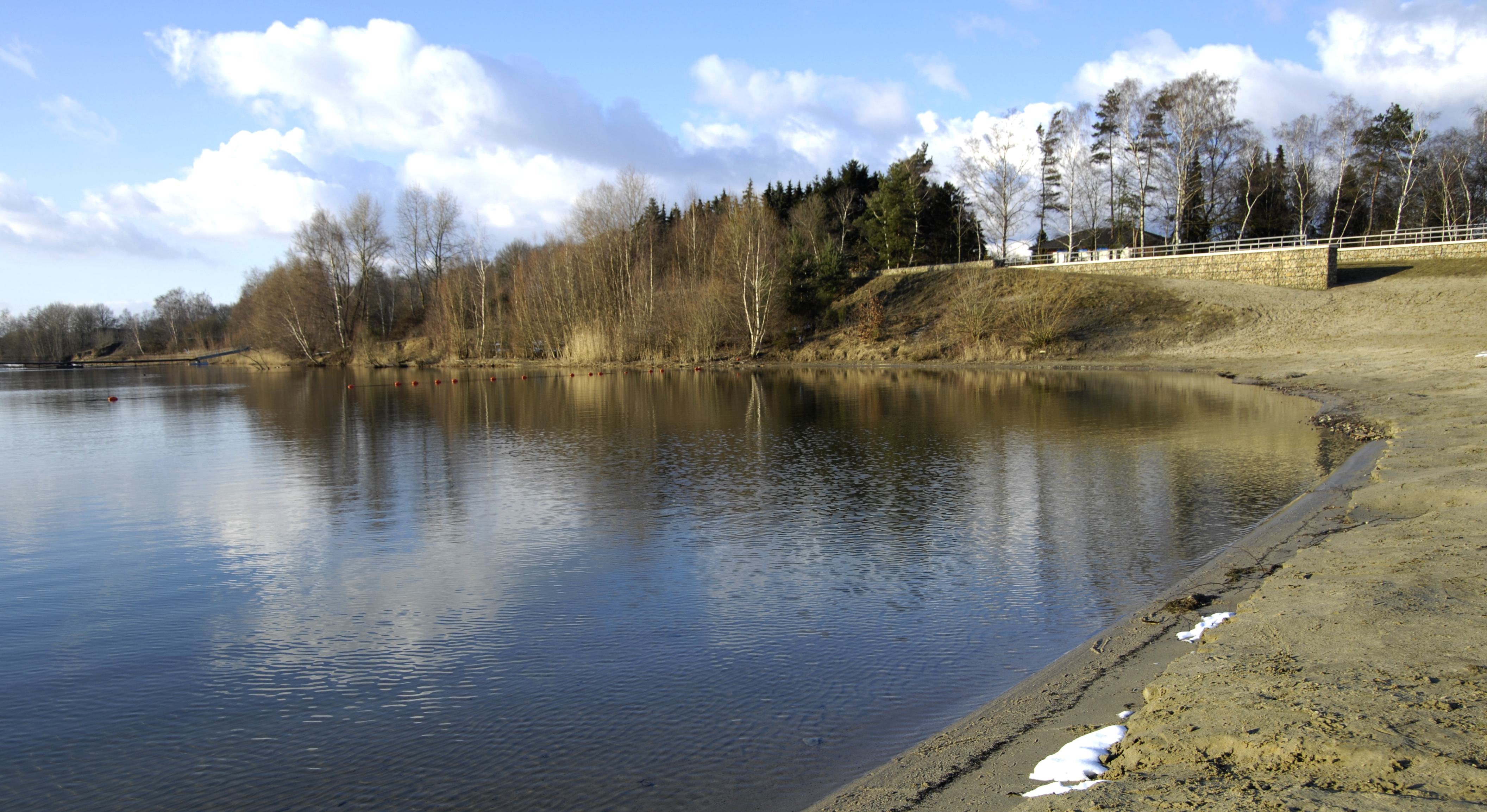
Badestrand im Winter
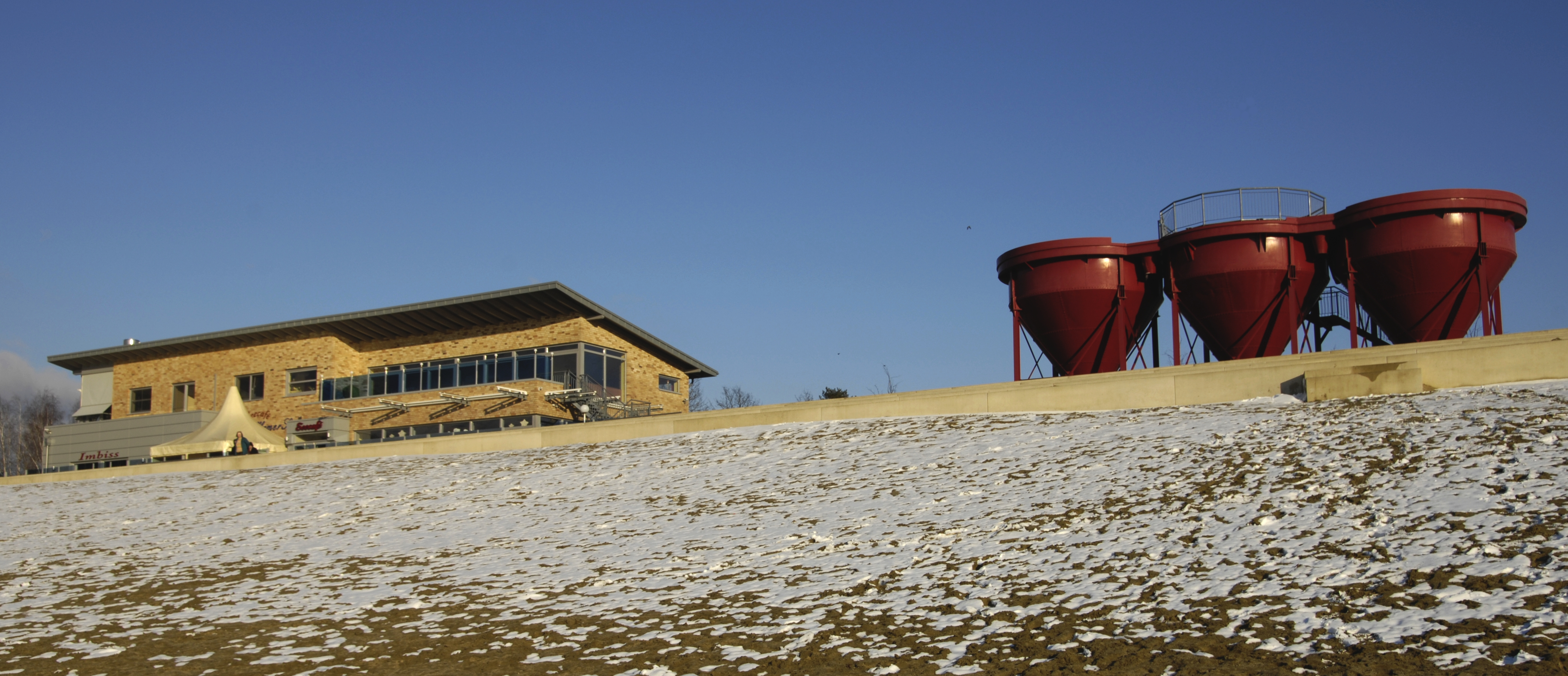
Cafe und Aussichtsturm

## Kurioses
Eine lokale Zeitungsmeldung vom 3. August 2010 über einen zerstörten Blumenkübel vor dem Antoniusstift löste einen Medienhype aus.